# Jia Yang
Jia Yang (chinesisch 賈陽 / 贾阳, Pinyin Jiǎ Yáng), * 1970 in Lishu, Provinz Jilin, ist ein chinesischer Raumfahrtingenieur. Er ist der Chefkonstrukteur der chinesischen Mond- und Marsrover.

## Jugend und Studium
Jia Yang wurde 1970 in der Großgemeinde Lishu in der nordostchinesischen Provinz Jilin geboren. Schon als Kind interessierte er sich für Astronomie und las die diesbezüglichen populärwissenschaftlichen Bücher in der Stadtbibliothek.
Nach dem Abitur immatrikulierte er sich an der Fakultät für Luft- und Raumfahrttechnik der Universität für Wissenschaft und Technik der Landesverteidigung in Changsha, wo er 1992 das Ingenieurdiplom erwarb.
Anschließend wechselte er für ein Aufbaustudium an die Chinesische Akademie für Weltraumtechnologie in Peking, das er mit einer Fachpromotion (专业博士) in Raumflugkörperkonstruktion abschloss.

## Chinesische Akademie für Weltraumtechnologie
Neben ihrer Funktion als Hochschule befasst sich die Chinesische Akademie für Weltraumtechnologie vor allem mit Entwicklung und Bau von Raumflugkörpern, sie ist die Führungsgesellschaft der China Aerospace Science and Technology Corporation für dieses Geschäftsfeld. Nach der Promotion wurde Jia Yang von der Firma übernommen und arbeitete dort zunächst an der Simulation von Weltraumbedingungen (Kälte, Hitze, Vakuum) zur Prüfung von Satelliten,
2004 auch für Hitzetests der Shenzhou-Raumschiffe.

### Mondrover
Am 24. Januar jenes Jahres hatte Premierminister Wen Jiabao jedoch das Mondprogramm der Volksrepublik China gestartet, wo nach Mondumkreisungen in einem zweiten Schritt Landungen unbemannter Sonden auf dem Mond vorgesehen waren. Ein Jahr später, am 24. Februar 2005 stellte Jia Yang in einem Referat auf der Jahrestagung der Kommission für Raumsondenbau bei der Chinesischen Gesellschaft für Astronautik (中国宇航学会飞行器总体专业委员会) eine erste Analyse der Schlüsseltechnologien für einen Mondrover vor.
Zu diesem Zeitpunkt arbeitete an der Akademie für Weltraumtechnologie die Entwicklergruppe um Ye Peijian gerade an dem Prototyp von Chinas erstem Mondorbiter Chang’e 1.
Parallel dazu arbeitete Jia Yang bei der Firma aber auch schon an einem konkreten Konzept für einen Rover und konnte am 15. September 2006 erste Ergebnisse vorstellen.
Als im Februar 2008 der Bau der Sonde Chang’e 3 genehmigt wurde, die auf dem Mond landen und dort einen Rover absetzen sollte,
wurde Jia Yang zum stellvertretenden Chefkonstrukteur mit dem Aufgabenbereich Roverbau ernannt.

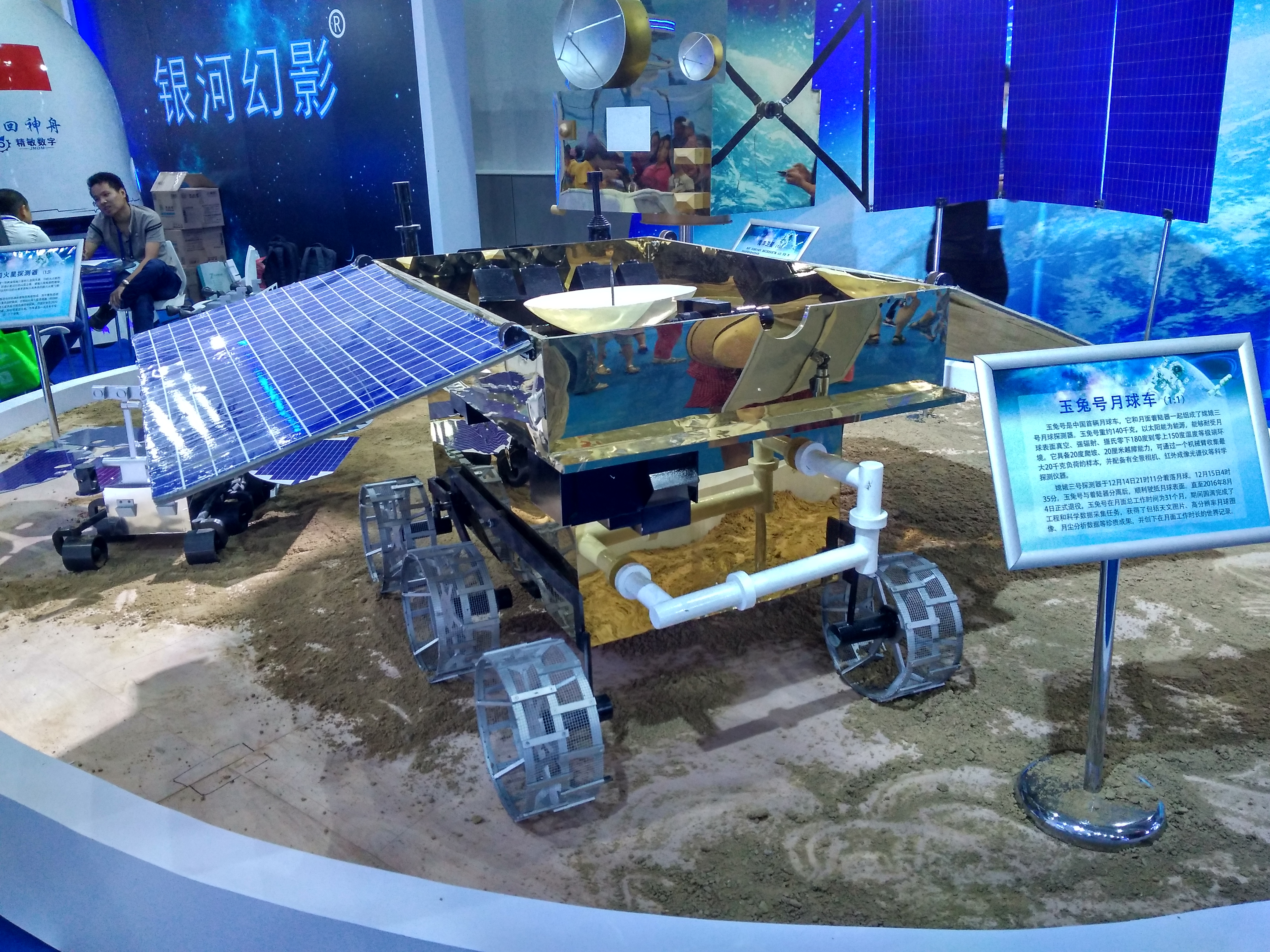
Modell von Jadehase mit in das Gehäuse geklapptem Mast

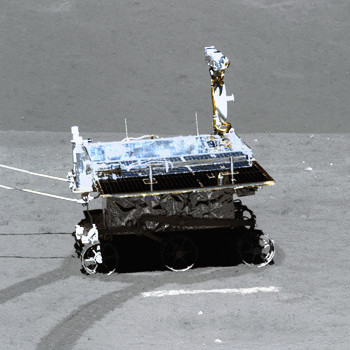
Jadehase 2

Neben den Rädern, bei denen man sich – wie bei den sowjetischen Lunochod-Rovern – für eine Bereifung aus einer Art Fliegengitter entschied, durch das sich die scharfkantigen Regolithkörner hindurchdrücken konnten, stellten die Temperaturen auf dem Mond für Jia Yang und seine Mitarbeiter eine der größten Herausforderungen dar. Die Temperaturen an der angestrebten Landestelle im Mare Imbrium schwanken im Laufe eines 28-tägigen Mondtags zwischen +110 °C und −180 °C. Daher entschloss man sich, den Rover während der örtlichen Mittagszeit für einige Erdentage stationär ruhen zu lassen, um eine Überhitzung von Motoren und Elektronik zu vermeiden. Wenn die Mondnacht hereinbrach, drehte sich der nach einer Online-Umfrage „Jadehase“ genannte Rover mit der Vorderseite nach Süden, sodass das fest montierte Solarmodul an der in Fahrtrichtung linken Gehäuseseite nach Osten zeigte und er nach 14 Erdentagen von der aufgehenden Sonne mit Strom versorgt würde. Dann klappte er den Mast mit den Kameras nach hinten in sein Gehäuse und klappt den rechten, beweglichen Solarzellenflügel darüber, um das Gehäuse zu verschließen und sich vor der nächtlichen Kälte zu schützen. Zusammen mit Radionuklid-Heizelementen und Zweiphasen-Flüssigkeitsschleifen konnte so die Temperatur im Inneren des Gehäuses während der nächtlichen Ruhezeit bei −20 °C gehalten werden.
Nach der Landung im Mare Imbrium am 14. Dezember 2013 funktionierte dies zunächst ohne Probleme. Am 25. Januar 2014, kurz vor Ende des zweiten Mondtags stellten die Techniker im Raumfahrtkontrollzentrum Peking jedoch fest, dass sich eines der Räder des Rovers nicht mehr bewegte. Dadurch konnte er sich bei Einbruch der Nacht nicht nach Süden drehen. Der Übergang in den Ruhemodus lief nicht korrekt ab, der Rover kühlte während der Nacht stark aus. Die Telemetrie und elektronischen Instrumente funktionierten zwar weiterhin, aber nachdem Versuche, das Fahrwerk wieder in Gang zu setzen, gescheitert waren, erklärte die Nationale Raumfahrtbehörde Chinas am 1. August 2016, dass der Rover 972 Tage nach der Landung aufgegeben wurde.
Es gab damals noch eine baugleiche Reservesonde, die unter der Bezeichnung „Chang’e 4“ auf der Rückseite des Mondes landen sollte.
Die konkreten Vorbereitungen für diese Mission begannen am 30. November 2015.
Chefkonstrukteur Ye Peijian war der Meinung, dass man bei einer derart schwierigen Mission auf einen Rover verzichten sollte. Dadurch würde man 140 kg plus das Gewicht des Rover-Aussetzmechanismus einsparen, Gewicht, das man für zusätzliche Radargeräte etc. auf der Sonde selbst verwenden könnte, um den Erfolg der wegen der Signallaufzeit notwendigerweise autonom ablaufenden Landung sicherzustellen. Jia Yang widersetzte sich dem entschieden. Er meinte, dass man seiner Gruppe die Gelegenheit geben müsste, eine verbesserte Version des Rovers zu bauen. Ye Peijian willigte schließlich ein.
Bei Jadehase 2 wurde der mechanische Arm an der Vorderseite des Gehäuses, der ein Röntgenspektrometer trug, durch einen fest montierten, vom Schwedischen Institut für Weltraumphysik beigesteuerten Detektor für neutrale Atome ersetzt. Dadurch hatte man eine mechanische Fehlerquelle eliminiert und 5 kg Gewicht eingespart. Nach der Landung im Von-Kármán-Krater am 3. Januar 2019 funktionierte Jadehase 2 dann auch einwandfrei und war vier Jahre später immer noch aktiv. Am 3. Januar 2023 hatte er trotz des schwierigen Geländes auf der Rückseite des Mondes 1455 m zurückgelegt.

### Marsrover
Nachdem Premierminister Li Keqiang am 11. Januar 2016 das Marsprogramm der Volksrepublik China gestartet hatte, wurde Jia Yang auch bei der Sonde Tianwen-1, wo bei einer einzigen Mission Umkreisung, Landung und Untersuchungen mit einem Rover durchgeführt werden sollten, zum stellvertretenden Chefkonstrukteur mit Aufgabenbereich Roverbau ernannt. Da der Mars nur 38 % der Anziehungskraft der Erde besitzt, entwickelte man bei der Akademie für Weltraumtechnologie ein mit Laufkatzen versehenes Kransystem, mit dem der später „Zhurong“ genannte Rover bei den Fahrversuchen entsprechend angehoben wurde. Die Sonneneinstrahlung an der vorgesehenen Landestelle in der Utopia Planitia beträgt im Durchschnitt 43 % derjenigen in Peking, was in der Prüfhalle der Akademie durch Scheinwerfer mit den Verhältnissen auf dem Mars entsprechenden Spektralfarben im sichtbaren und Infrarot-Licht simuliert wurde, um die korrekte Arbeitsweise der Hindernisvermeidungskameras zu testen, die sich unter anderem am Schattenwurf von Steinen orientierten. Der marsianische Regolith wurde mit auf eine Korngröße von 70 μm zermahlener Vulkanasche simuliert, die man für verschiedene Testläufe unterschiedlich komprimierte.
Bereits beim Testbetrieb in der Halle wurden die Solarmodule von aufgewirbelter Vulkanasche eingestaubt, was zu einer Reduzierung ihrer Leistungsabgabe führte. Dies stellte angesichts der mehrere Wochen, während des Winters auch mehrere Monate dauernden Staubstürme auf dem Mars ein ernstes Problem dar. Jia Yang und seine Kollegen dachten zunächst an Scheibenwischer wie sie auch bei Windschutzscheiben von Kraftfahrzeugen zum Einsatz kommen. Angesichts des zusätzlichen Gewichts der Motoren sowie der für interplanetare Missionen nicht ausreichenden Zuverlässigkeit wurde dieser Plan jedoch wieder aufgegeben. Ein weiterer Ansatz war, die Solarmodule mit Adhäsionsfolie zu überziehen und diese, wenn sich eine gewisse Staubschicht abgelagert hatte, abzulösen. Aber abgesehen davon, dass das nur einmal möglich war, bestand auch hier das Problem der mangelnden Zuverlässigkeit – man befürchtete, dass abgelöste Folie auf ein anderes Solarmodul geraten und dieses bedecken könnte. Daher wurde dieser Plan ebenfalls verworfen.

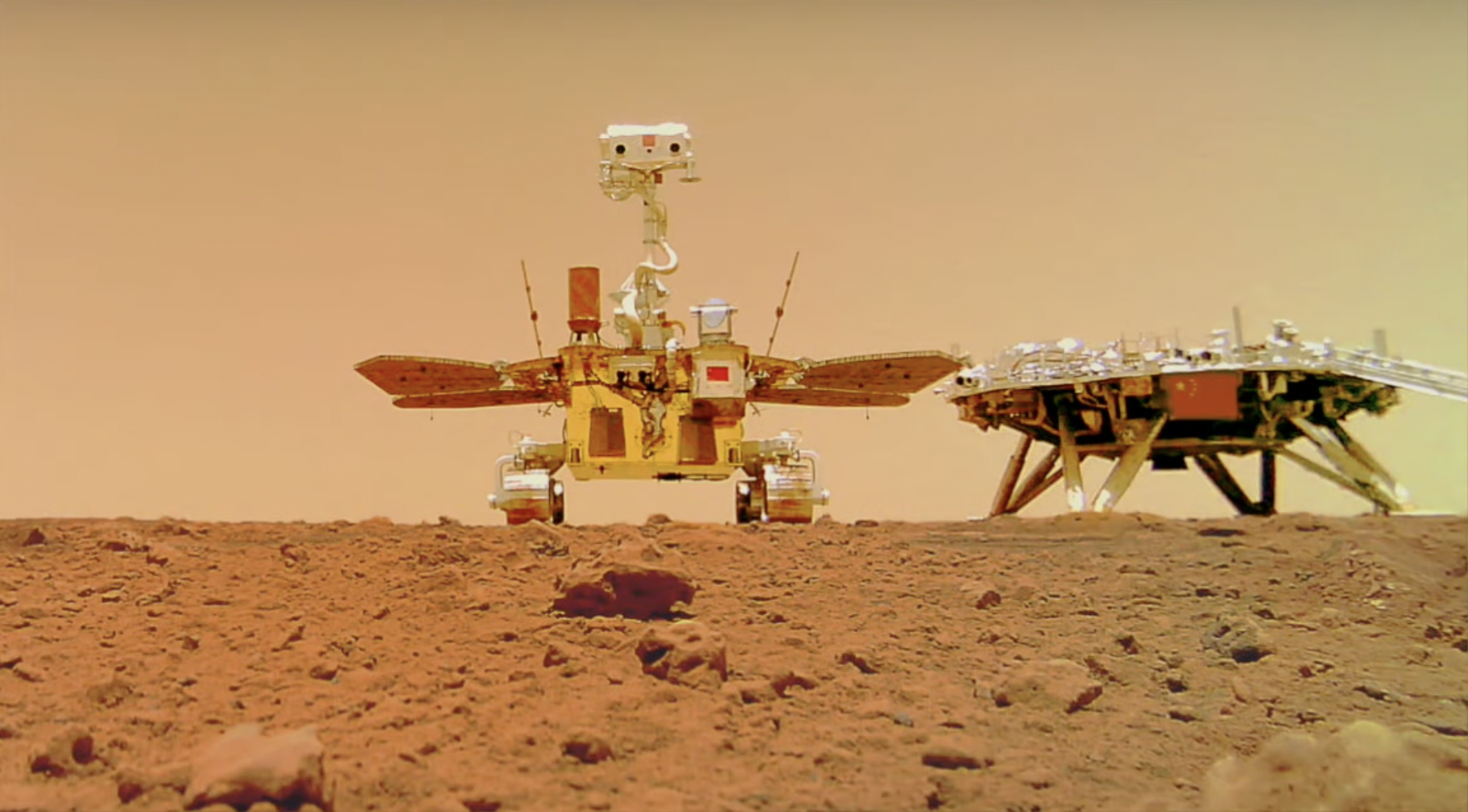
Zhurong

Am Ende entschied man sich dafür, die Oberfläche der Solarmodule ist mit einer nach einem ähnlichen Prinzip wie die Superhydrophobie bei Lotosblättern arbeitenden Antihaftbeschichtung zu versehen. Dadurch setzt sich von vornherein wenig Staub auf ihnen ab, der ihre Effizienz reduziert. Da der Anstellwinkel der seitlichen Solarmodule außerdem ständig geändert wird – sowohl nach oben, als auch nach unten – um den Lichteinfallswinkel zu optimieren, rollen Sand- und Staubkörner im Regelbetrieb nach unten weg.
Bei gleichen Testbedingungen betrug die Staubablagerung nur 13 % derjenigen von unbeschichteten Solarmodulen.
Anstelle von Radionuklid-Heizelementen wie bei den Mondrovern wählte man bei Zhurong Latentwärmespeicher. Der Rover besitzt auf der Oberseite des Gehäuses zwei runde „Hitzesammelfenster“aus Polyimid, das eine hohe Transparenz für Sonnenlicht, aber eine geringe Transparenz für fernes Infrarot besitzt, also wie ein Treibhausfenster wirkt.
Darunter befindet sich n-Undekan, das während des Marstags schmilzt und am Abend, wenn es bei sinkender Umgebungstemperatur wieder fest wird – der Stoff hat einen Schmelzpunkt von −26 °C –, rund 80 % der eingetragenen Sonnenenergie als Wärme wieder an den Rover abgibt.
Die empfindlichen Systeme im Inneren des Rovergehäuses sind zusätzlich mit einer Isolation aus Aerogel versehen.
Am 14. Mai 2021 landete Zhurong auf dem Mars und legte im folgenden Jahr 1,9 km zurück. Als im örtlichen Herbst der Sonneneinfallswinkel flacher und die Stromerzeugung der Solarmodule – auch durch den zunehmenden Staub in der Luft – immer weniger wurde, versetzten die Techniker im Raumfahrtkontrollzentrum Peking den Rover am 18. Mai 2022 wie geplant in einen „Winterschlaf“, bei dem die Systeme bis auf eine rudimentäre Telemetrie abgeschaltet wurden.
Wie Jia Yang auf einer Veranstaltung des Ministeriums für Wissenschaft und Technologie am 19. September 2022 erläuterte, sollte Zhurong selbstständig wieder erwachen, sobald die Temperatur im Inneren des Gehäuses −15 °C überschritt, sodass die Akkumulatoren regulär arbeiten konnten, und die Solarmodule eine elektrische Leistung von mindestens 140 W lieferten. Damals ging er davon aus, dass diese beiden Bedingungen bei Frühlingsbeginn auf der Nordhalbkugel des Mars am 26. Dezember 2022 erfüllt sein würden.
Anders als im Regelbetrieb während der Nacht wurde Zhurong nicht mit über das Gehäuse geklappten Solarmodulen geparkt. Dies führte dazu, dass nicht nur die Solarmodule, sondern auch die Hitzesammelfenster stark einstaubten, bei denen die einzige Möglichkeit zur Staubentfernung ein Kippen des Gehäuses über die aktive Radaufhängung des Rovers ist. Zusammen mit einem außergewöhnlich kalten Frühjahr führte dies dazu, dass Zhurong im März 2023 noch nicht wieder in den Arbeitsmodus übergegangen war.
Am 12. Juli 2023 ist Sommerbeginn auf der Nordhalbkugel des Mars. Die Wissenschaftler hoffen, dass dann genügend Wärme und elektrische Leistung zur Verfügung steht, um den Rover wieder in Betrieb setzen zu können.

## Werke
Neben bis 2022 gut 120 Aufsätzen in Fachzeitschriften und mehreren Dutzend populärwissenschaftlichen Artikeln verfasste Jia Yang, der mittlerweile bei der Chinesischen Akademie für Weltraumtechnologie auch als Doktorandenbetreuer tätig ist, das 2021 im Chinesischen Raumfahrtverlag (中国宇航出版社), Peking erschienene Buch „Mondrover und Marsrover“ (月球车与火星车), in dem er den Entwicklungsprozess bei den von ihm geleiteten Roverprojekten schildert.